# Tonio Selwart
Tonio Selwart, nome completo Antonio Franz Theus Selmair-Selwart (Wartenberg, 9 giugno 1896 – New York, 2 novembre 2002), è stato un attore tedesco.

## Biografia
Di nonno austriaco e nonna italiana, il padre era chirurgo e intraprese studi di medicina. Durante la prima guerra mondiale combatte come tenente di cavalleria sul fronte austro-ungarico. Scelto il nome di Tonio dal Tonio Kröger di Thomas Mann inizia la carriera di attore sui palcoscenici tedeschi; ottiene subito successo interpretando il ruolo principale di Il principe di Homburg di Heinrich von Kleist. Trasferitosi negli Stati Uniti d'America, approda a New York recitando con successo dal 1930 in Pursuit of Happiness prodotta dal Theatre Guild. Diventato cittadino statunitense, si sposa con la pittrice e scultrice Claire Volkhart, della quale rimane vedovo nel 1935. Più avanti sarà il compagno di vita di Ilse Jennings fino al 1967, anno della morte di lei.
Al cinema appare in una ventina di pellicole tra il 1943 e il 1972. Parlava correntemente tre lingue (italiano, inglese e francese) oltre al tedesco e lavora con registi come Fritz Lang, Cecil B. DeMille, Joseph  L. Mankiewicz e Orson Welles. In Italia compare in cinque film e viene diretto, tra gli altri, da Luchino Visconti e Alberto Lattuada. Non è mai apparso in un film tedesco.
Dal 1949 inizia ad apparire nelle televisioni statunitensi e canadesi in diversi telefilm e programmi. Ottiene un certo successo nel 1960 nell'originale The Fifth Column, tratto da Ernest Hemingway e diretto da John Frankenheimer, dove interpreta un ufficiale nazista quasi sordo che opera durante la guerra civile spagnola negli anni '30.
A teatro apparve sui palcoscenici di Broadway e anche in Canada, in spettacoli come la ripresa di Pursuit of Happiness, Candle in the Wind di Maxwell Anderson, Seeds in the wind, Liliom di Ferenc Molnár (dove è il protagonista), The hidden river nel 1957, e molti altri. Le ultime apparizioni a teatro avvengono nella stagione 1964-65, quando insieme a Lotte Lenya recita in L'opera da tre soldi di Bertolt Brecht alla Carnegie Hall.
Nel 1995 viene colto dalla cecità. William F. Powers lo intervista per il suo libro Alive and well: The Emergence of Active Nonagenarian (Rutledge Books, 1996). L'attore afferma:
(Tonio Selwart)
È deceduto a New York nel 2002 all'età di 106 anni.

## Filmografia

### Cinema

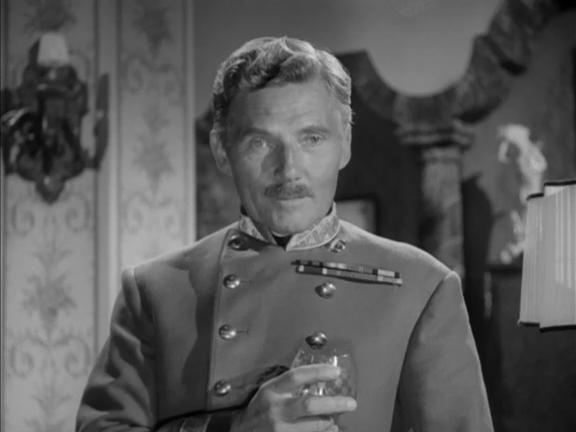
Tonio Selwart nel film Tradita (1954)

- Anche i boia muoiono (Hangman Also Die), regia di Fritz Lang (1943)
- La bandiera sventola ancora (Edge of Darkness), regia di Lewis Milestone (1943)
- Fuoco a oriente (The North Star), regia di Lewis Milestone (1943)
- La croce di Lorena (The Cross of Lorraine), regia di Tay Garnett (1943)
- Il traditore dei mari (Tampico), regia di Lothar Mendes (1944)
- The Hitler Gang, regia di John Farrow (1944)
- Wilson, regia di Henry King (1944)
- Strange Affair, regia di Alfred Green (1944)
- Gli invincibili (Unconquered), regia di Cecil B. DeMille (1947)
- L'avventuriera di Tangeri (My Favorite Spy), regia di Norman Z. McLeod (1951)
- Il lupo della frontiera, regia di Edoardo Anton (1951)
- Senso, regia di Luchino Visconti (1954)
- Tradita, regia di Mario Bonnard (1954)
- La contessa scalza (The Barefoot Contessa), regia di Joseph  L. Mankiewicz (1954)
- Elena di Troia (Helen of Troy), regia di Robert Wise (1956)
- Congo (Congo Crossing), regia di Joseph Pevney (1956)
- La tempesta, regia di Alberto Lattuada (1958)
- La maja desnuda (The Naked Maja), regia di Henry Koster (1958)
- Jovanka e le altre (5 Branded Women), regia di Martin Ritt (1960)
- Giulietta e Romanoff (Romanoff and Juliet), regia di Peter Ustinov (1961)
- Cronache di un convento (The Reclutant Saint), regia di Edward Dmytryk (1962)
- Il segno di Zorro, regia di Mario Caiano (1963)
- Lo sbarco di Anzio (Anzio), regia di Edward Dmytryk e Duilio Coletti (1968)
- L'altra faccia del vento (The Other Side of the Wind), regia di Orson Welles (1972) - incompiuto

## Doppiatori italiani
Nelle versioni italiane dei suoi film, Tonio Selwart è stato doppiato da:
- Bruno Persa in Tradita, Elena di Troia
- Giorgio Capecchi in Anche i boia muoiono
- Giuseppe Rinaldi in La bandiera sventola ancora
- Giulio Panicali in Il lupo della frontiera
- Stefano Sibaldi in Congo
- Lauro Gazzolo in La maja desnuda
- Giampiero Albertini in Lo sbarco di Anzio